# This War Is Ours
This War Is Ours är det andra albumet av post-hardcorebandet Escape the Fate, utgivet 21 oktober 2008, på skivbolaget Epitaph Records.

## Låtlista
1. "We Won't Back Down" - 3:31
2. "On to the Next One" - 3:08
3. "Ashley" - 3:27
4. "Something" - 3:38
5. "The Flood" - 3:33
6. "Let It Go" - 3:29
7. "You Are So Beautiful" - 2:48
8. "This War Is Ours (The Guillotine II)" - 4:27
9. "10 Miles Wide" - 2:48
10. "Harder Than You Know" - 4:20
11. "It's Just Me" - 4:56